# 青嶋達也
青嶋 達也（あおしま たつや、1965年8月12日 - ）は、フジテレビのアナウンサー。
父は、元オートレーサーの青嶋守隆（期前、元浜松所属）。

## 来歴
静岡県浜松市中区富塚町出身。静岡県立浜松北高等学校、早稲田大学第一文学部卒業。同大卒業後の1988年フジテレビ入社。同期アナウンサーは、有賀さつき、河野景子、八木亜希子。1990年代には前述の競馬中継や「セリエAダイジェスト」をはじめ、スポーツ実況からバラエティー番組のナレーションなど幅広いジャンルの番組を担当。平日夜の報道番組『FNN NEWSCOM』ではサブキャスターを務め、1996年10月から1年半は土曜日の情報番組『THE WEEK』のメインキャスター（4代目）も担当した。2000年代以降は、主にサッカー・競馬番組を担当しているほか、ニュースや各種番組ナレーション（『爆笑そっくりものまね紅白歌合戦スペシャル』など）、一部バラエティー番組のスペシャル放送を担当。2006年のW杯ドイツ大会では決勝の実況を務める（地上波民放テレビ局では東京12チャンネル時代の金子勝彦に次いで2人目、現行のジャパンコンソーシアム体制では初）。2011年の女子W杯ドイツ大会でも決勝の実況を務め、日本（なでしこJAPAN）の初優勝を伝えた。UEFAチャンピオンズリーグやJリーグカップでも決勝戦の実況を担当している。自転車のロードレースとの関わりも深く、フジテレビがツール・ド・フランスの放映権を獲得した1992年から2004年まで、ツール・ド・フランスの実況を担当していた。そのため、当時は毎年7月になると『J SPORTS』（かつてはフジテレビも出資していた）の生中継に出ずっぱり状態になるのが通例だった。その後も2006年・2007年のジャパンカップサイクルロードレースで場内実況やレース後のインタビューを担当するなど、自転車競技との関係は続いている。
また、1996年にフジテレビ系列で放送されたアニメ『みどりのマキバオー』のオープニングテーマ『走れマキバオー』を担当。同僚の三宅正治、福井謙二両アナとの音楽ユニット「F・MAP」として参加し、青嶋は間奏でのコント・イントロ&間奏でのレース実況音声を担当した。
2003年に放送された『実況格闘』（出場アナウンサーが課題VTRに対しアドリブで実況を行いその優劣を競う特番）では志生野温夫・神田康秋・煙山光紀らといった他のアナウンサーを下して優勝しているほか、『FNSアナウンス大賞』では2002年・2007年にスポーツ部門の部門賞を受賞するなど、過去に多くの受賞歴がある。
2025年4月より、山形県のフジ系列局・さくらんぼテレビにて『News イット! やまがた』の火曜～木曜キャスターを務める。フジテレビに籍を残し『BSスーパーKEIBA』等のレギュラー番組を継続しつつ山形に通う「二拠点生活」となる。
2025年8月で60歳（還暦）を迎えることから、8月末でフジテレビを定年退職する予定。

## 挿話
- 2011年の東日本大震災発災に伴う非常報道体制では3月12日午前中のキャスターを務め、『FNN NEWSCOM』終了以来、17年ぶりに木村太郎と共演した。また同月15日に発生した静岡県東部地震では、報道センターから第一報を伝えた[7]。
- 2012年以降、三宅正治（『めざましテレビ』のメインキャスターに就任）、塩原恒夫（2013年まで[8]有馬記念開催日に行われる全日本フィギュアスケート選手権女子の実況を担当後、2017年7月にBSフジに出向）、岡安譲（関西テレビアナウンサー、2013年10月から『スーパーニュースアンカー』のメインキャスターに就任[9]）らが競馬実況を離れるなどの事情が重なり、一時は日本ダービー・有馬記念・凱旋門賞の国内外のビッグレースの実況を一手に担当する状態になっていた。
  - 日本ダービーの実況は2002年[10]、及び2013年[11] から2017年まで担当した（2018年[12] から2021年までは福原直英、2022年から倉田大誠が担当）。
  - 2006年から2011年まで（2007年を除く）は天皇賞（秋）、2006年から2012年までは皐月賞の実況を担当していた（いずれも後輩の吉田伸男に譲った）。
  - 有馬記念の実況はこれまで10度担当しているが（2012年〜2013年、2017年〜2024年）、そのうちの3回が2013年のオルフェーヴルと、2017年のキタサンブラック、2019年のリスグラシュー[13] で、いずれもラストラン（引退レース）であり[14]、残りの5回は2012年のゴールドシップ[15] と2018年のブラストワンピース、2020年のクロノジェネシス、2021年のエフフォーリア、2022年のイクイノックス、2023年のドウデュース、2024年のレガレイラで、ゴールドシップ・ブラストワンピース・エフフォーリア・イクイノックス[16]・レガレイラは3歳（出走当時）での有馬記念制覇、クロノジェネシスは2019年のリスグラシューに続いて牝馬による宝塚記念と有馬記念の春秋グランプリ制覇、ドウデュースは2013年のオルフェーヴル以来となるダービー馬による有馬記念制覇である。
  - 関東開催の中央GI競走で唯一実況したことがないレースはヴィクトリアマイルである。[17]
- 2019年からフジテレビは競馬実況の体制を見直し、それまでの年功序列制から各アナウンサーの適性に応じた分担制へと移行することになり、青嶋は直線の長い東京競馬場では早口で途中でしゃべることがなくなってしまうことが多々あったため、直線の短い中山競馬場でのビッグレース（皐月賞と有馬記念）を担当することになったが皐月賞は2022年以降担当しておらずフェブラリーステークスを担当している[18]。

## 出演番組
レギュラー番組（生放送）
| 期間          | 期間          | 番組名                                    | 役職                   | 担当日     |
| ------------- | ------------- | ----------------------------------------- | ---------------------- | ---------- |
| 1988年10月7日 | 1989年3月31日 | 笑っていいとも!                           | テレフォンアナウンサー | 金曜日     |
| 1989年4月5日  | 1990年3月28日 | 笑っていいとも!                           | テレフォンアナウンサー | 水曜日     |
| 1990年4月2日  | 1990年9月27日 | FNNニュース・明日の天気FNN NEWSCOM        | キャスター             | 月～水曜日 |
| 1990年10月1日 | 1994年3月31日 | FNNニュース・明日の天気FNN NEWSCOM        | キャスター             | 月～木曜日 |
| 1996年10月5日 | 1998年3月28日 | THE WEEK                                  | 司会                   | 土曜日     |
| 2022年4月10日 | 現在          | BSスーパーKEIBA（BSフジ）                 | キャスター             | 日曜日     |
| 2024年11月4日 | 現在          | マンデーフットボール on TVer              | キャスター             | 月曜日     |
| 2025年4月1日  | 現在          | News イット! やまがた（さくらんぼテレビ） | キャスター             | 火～木曜日 |

その他
- おしゃべりトマト（学生時代）
- チキチキバンバン（ナレーション）-10分程の情報番組
- 海外サッカー中継（主にセリエA中田英寿出場試合の実況）
- セリエAダイジェスト（ナレーション及び進行役）
- クイズ!ヘキサゴンII（問題出題）
- 2006 FIFAワールドカップ（ドイツ 一次リーグ・決勝 実況）
- FNSの日（第2回では提供読みを担当、第10回ではインフォメアナとして出演）
- スーパー競馬（実況）
- みんなのケイバ（実況、情報アナ）
- みどりのマキバオー（声の出演のほか、オープニングテーマ）
- ロス:タイム:ライフ（実況）
- J SPORTS cycle road race（1998年 - 2004年、ツール・ド・フランス実況の時のみ）
- 東アジアサッカー選手権2010（実況、直前のベネズエラとの強化試合と合わせて男子日本代表戦を4試合連続でフジテレビが中継するため「日本代表 踊る大4連戦」として踊る大捜査線と引っかけたキャッチコピーがつけられ、ドラマの主人公と同じ「あおしま」であることから告知CMにも出演）
- FOOTBALL CX（リポーター）
- サッカー小僧（リポーター）
- FOOTBALL DX（リポーター）
- メダマ!?ラジオ
- すぽると!（ナレーション：マルカトーレ青嶋名義）
- FNNレインボー発（水曜日、西岡孝洋の代役、木曜日、田中大貴の代役）
- プロバスケ! bjリーグtv（毎回の様に面白発言や痛快実況を飛ばしてスタジオを笑わす。これはフジテレビONEで放送されていた『フジアナスタジオ まる生xxxx』で当番アナとして出演したときも同じ傾向が見られた。同僚の森昭一郎アナとは青・森コンビと言われて親しまれている）
- UEFAチャンピオンズリーグ（実況）
- セリエＡダイジェスト（ナレーター）
- スポーツ中継（サッカー・バスケットボール）
- みんなのKEIBA（実況）
- ぽかぽか 火曜「うまうまダービー」（実況）[19]

## 競馬GI・JpnI実況歴
日本
- フェブラリーステークス（2002年～2005年、2022年～）
- 中山グランドジャンプ（1999年）
- 皐月賞（2006年～2012年、2019年～2021年）
- NHKマイルカップ（1997年～1998年、2000年～2001年、2003年、2005年）
- 優駿牝馬（オークス）（2004年、2006年～2007年）
- 東京優駿（日本ダービー）（2002年、2013年～2017年）
- 安田記念（1996年～1997年、1999年～2000年、2003年、2008年～2011年、2018年[20]、2025年）
- スプリンターズステークス（1997年～2005年）
- 天皇賞（秋） （2006年、2008年～2011年）
- JBCレディスクラシック（2020年、2022年〜2023年）
- JBCスプリント（2020年、2023年）
- JBCクラシック（2020年、2022年〜2023年）
- ジャパンカップ（2014年～2015年）
- ジャパンカップダート（2000年～2006年）
- 朝日杯フューチュリティステークス（2002年～2003年）
- 中山大障害（1999年）
- 有馬記念（2012年～2013年、2017年～）
- 東京大賞典（2019年～）

社名競走（フジテレビ賞）
- スプリングステークス（2009年〜2010年、2012年、2019年〜2021年）

海外
- 凱旋門賞（2013年）